# Волічка
Волічка (пол. Woliczka) — село в Польщі, у гміні Свільча Ряшівського повіту Підкарпатського воєводства.
Населення — 512 осіб (2011).
У 1975-1998 роках село належало до Ряшівського воєводства.

## Демографія
Демографічна структура станом на 31 березня 2011 року:
|          | Загалом | Допрацездатний вік | Працездатний вік | Постпрацездатний вік |
| -------- | ------- | ------------------ | ---------------- | -------------------- |
| Чоловіки | 233     | 44                 | 155              | 34                   |
| Жінки    | 279     | 57                 | 141              | 81                   |
| Разом    | 512     | 101                | 296              | 115                  |